# لوبينافير/ريتونافير
لوبينافير/ريتونافير، الذي يباع بالاسم التجاري كاليترا وأسماء أخرى، هو دواء مركب ذو جرعات ثابتة يُستخدَم لعلاج الإيدز. يحتوي على لوبينافير مع جرعة قليلة من ريتونافير. يُوصَى باستخدامه عمومًا مع مضادات الفيروسات القهقرية الأخرى. قد يُستخدَم في الوقاية بعد إصابات الوخز بالإبر أو بعد تعرض آخر محتمل. يُؤخَذ عن طريق الفم على شكل أقراص، أو كبسولات، أو محلول.
تشمل التأثيرات الجانبية الشائعة: الإسهال، والإقياء، والإحساس بالتعب، والصداع، والآلام العضلية. قد تشمل التأثيرات الجانبية الشديدة: التهاب البنكرياس، ومشاكل كبدية، وارتفاع مستوى سكر الدم. يُستخدَم بشكل شائع خلال الحمل، ويبدو أنه آمن. كلا الدوائين هما من مثبطات بروتياز فيروس الإيدز. يعمل ريتونافير من خلال إبطاء تفكك لوبينافير.
أُجيز استخدام لوبينافير/ريتونافير في الولايات المتحدة عام 2000. وأُدرج في قائمة الأدوية الأساسية النموذجية لمنظمة الصحة العالمية، وهو من أكثر الأدوية اللازمة للنظام الصحي فعاليةً وأمانًا.
إن تكلفة الجملة في الدول النامية 18.96 – 113.52 شهريًا. في الولايات المتحدة، ليس متاحًا كدواء جنيس (دواء مكافئ)، ويكلف مدد شهر نموذجي منه أكثر من 200 دولار أمريكي ابتداء من 2016.

## الاستخدامات الطبية
ابتداء من 2016، أصبح لوبينافير/ ريتونافير من ضمن أدوية الخط الأول المفضلة لعلاج الإيدز بحسب توصيات وزارة الصحة والخدمات البشرية الأمريكية في 2016.
التأثيرات السلبية
أشيع التأثيرات الجانبية المُشاهَدة مع لوبينافير/ ريتونافير هي الإسهال والغثيان. في التجارب السريرية الأساسية، حدث الإسهال المتوسط أو الشديد لدى ما يصل إلى 27% من المرضى، وحدث الغثيان المتوسط/ الشديد لدى ما يصل إلى 16%. تشمل التأثيرات السلبية الأخرى: الألم البطني، والضعف، والصداع، والإقياء، والطفح (خصوصًا لدى الأطفال).
يشيع أيضًا مشاهدة أنزيمات الكبد المرتفعة وفرط شحميات الدم (كل من فرط ثلاثي غليسريد الدم وفرط كولسترول الدم) خلال العلاج بهذا الدواء.
من المتوقع أن يكون لهذا الدواء درجات متنوعة من التفاعل مع الأدوية الأخرى التي تمثل أيضًا ركائز لأنزيم السيتوكروم 3A و/ أو البروتين السكري-p.
يجب أن يستخدم الأشخاص الذين لديهم أمراض قلب بنيوية، أو شذوذات موجودة مسبقًا في جهاز التوصيل، أو أمراض نقص التروية القلبية، أو اعتلالات قلبية، لوبينافير/ ريتونافير بحذر.
في 5 مارس 2011، أشعرت إدارة الغذاء والدواء الأمريكية محترفي الرعاية الصحية بوجود مشاكل صحية خطيرة أُبلِغ عن حدوثها لدى أطفال مولودين قبل أوانهم يأخذون لوبينافير/ ريتونافير على شكل محلول فموي، ربما بسبب محتواه من البروبيلين غليكول. يُوصَى بتجنب استخدامه لدى الأطفال المولودين قبل أوانهم.

### التكلفة
نتيجة لارتفاع الأسعار وانتشار عدوى الإيدز، أصدرت حكومة تايلاند رخصة إجبارية في 29 يناير 2007 لإنتاج و/ أو استيراد الأشكال الجنيسة من دواء لوبينافير/ ريتونافير. استجابة لذلك، سحبت مختبرات أبوت تسجيلها لدواء لوبينافير/ ريتونافير وسبعة أدوية جديدة أخرى في تايلاند قائلة أن الحكومة التايلاندية لا تحترم براءات الاختراع. استنكرت منظمات غير حكومية عديدة حول العالم موقف أبوت بما فيها نتستريك التي بدأتها أكت-أب باريس، ودعوة عامة أطلقتها منظمة الإيدز الفرنسية غير الحكومية لمقاطعة كل أدوية أبوت.

### الأشكال المتوفرة
طُوِّرت حبات دوائية صغيرة ثابتة تحت الحرارة يمكن أن يتناولها الأطفال فمويًا.

## الأبحاث
رغم أن البيانات فيما يتعلق بسارس-كوف-1 بدت واعدة إلا أن فائدة هذا الدواء في كوفيد-19 لم تكن واضحة حتى 23 مارس 2020. في 2020، وجدت تجربة منضبطة غير معماة أن دواء لوبينافير/ ريتونافير لم يكن مفيدًا في معالجة حالات كوفيد-19 الشديدة. في هذه التجربة، بدأ إعطاء الدواء نموذجيًا بعد ظهور الأعراض بنحو 13 يومًا.